# Leonīds Tambijevs
Leonīds Tambijevs (* 26. September 1970 in Riga, Lettische SSR) ist ein ehemaliger lettischer Eishockeyspieler, der seit seinem Karriereende als Trainer arbeitet. Der Stürmer spielte in verschiedenen europäischen Ligen, unter anderem bei den Iserlohn Roosters in der Deutschen Eishockey Liga (DEL) und dem EHC Basel in der Nationalliga A. Seit November 2021 ist er Cheftrainer von Admiral Wladiwostok aus der Kontinentalen Hockey-Liga (KHL).

## Karriere

### Als Spieler
Leonīds Tambijevs begann seine Karriere 1990 beim SKA Sankt Petersburg in Russland. Nach einer Saison wechselte er zum HK Pardaugava Riga, wo er vier Spielzeiten aktiv war. 1995 schloss sich der Lette Hvidovre IK aus Dänemark an. Hier war er einer der besten Scorer der Liga, bis er 1998 in die finnische SM-liiga zu Lukko Rauma wechselte. In der Saison 2000/01 ging der Rechtsschütze für die Iserlohn Roosters aus der Deutschen Eishockey Liga aufs Eis, die ihre erste Spielzeit in der DEL absolvierten. Nach einem weiteren Jahr in Dänemark, schloss er sich dem russischen Zweitligisten Torpedo Nischni Nowgorod an. Mit seiner Mannschaft wurde Tambijevs Meister in der Wysschaja Liga und konnte selber als Topscorer und bester Torschütze der Liga auf sich aufmerksam machen. Im nächsten Jahr spielte er wieder in Finnland und auch in der russischen Superliga. Anfang 2004 erfolgte dann der Wechsel in die Schweiz, wo der Lette in zweieinhalb Jahren für drei Teams in der Nationalliga A und B aktiv war. 2006 spielte er dann in Lettland für den DHK Latgale, bevor Tambijevs sich in der zweithöchsten Spielklasse Italiens dem HC Meran anschloss. Seine letzte Saison verbrachte er dann beim EV Zeltweg in Österreich. Anschließend beendete der Lette seine Karriere.

### International
Leonīds Tambijevs spielte erstmals 1993 für die lettische Nationalmannschaft. Bis 2007 nahm er an 13 Weltmeisterschaften teil und gehörte auch zum Kader Lettlands bei den Olympischen Winterspielen 2002 und 2006.

### Als Trainer
Nach seinem Karriereende wurde Tambijevs Cheftrainer des SK Riga 18, der 2010 in das Franchise von Dinamo Riga integriert und in HK Riga umbenannt wurde, Tambijevs blieb jedoch Cheftrainer. Für die U18-Weltmeisterschaft 2010 erhielt er die Berufung zum Assistenztrainer der lettischen U18-Nationalmannschaft. Im Februar 2012 wurde er – neben seiner Tätigkeit beim HK Riga – als neuer Cheftrainer des U18-Nationalteams vorgestellt. Ein Jahr später übernahm er die U20-Auswahl, bis er sein Heimatland 2014 verließ, um einen Trainerjob in Kasachstan anzunehmen. 
Nachdem er beim HK Saryarka Karaganda aus der Wysschaja Hockey-Liga (WHL) zunächst als Assistenztrainer begonnen hatte, wurde er im Oktober 2014 zum Headcoach befördert. Ab der Saison 2015/16 stand er beim HK Dynamo Sankt Petersburg an der Bande, mit dem er 2018 die Meisterschaft in der WHL gewann. Im Oktober 2018 wurde er entlassen und kehrte einen Monat später nach Karaganda zurück, mit denen er die Saison als WHL-Meister abschloss. Nach der Saison 2019/20 verließ er den Verein, um das Team von Metallurg Nowokusnezk zu übernehmen. Im Februar 2021 wurde er entlassen, blieb aber nur eine Woche ohne Job, ehe er abermals vom HK Saryarka Karaganda verpflichtet wurde. Ende November 2021 wurde sein Vertrag in Karaganda aufgelöst, weil er ein Angebot aus der Kontinentalen Hockey-Liga (KHL) erhalten hatte. Bei Admiral Wladiwostok löste er den kurz zuvor entlassenen Oleg Gorbenko ab.

## Erfolge und Auszeichnungen
- 2003 Meister der Wysschaja Liga
- 2003 Topscorer und bester Torschütze der Wysschaja Liga

## Karrierestatistik

### International
Vertrat Lettland bei: 
| - C-Weltmeisterschaft 1993 - B-Weltmeisterschaft 1994 - B-Weltmeisterschaft 1995 - Weltmeisterschaft 1997 - Weltmeisterschaft 1999 - Weltmeisterschaft 2000 - Weltmeisterschaft 2001 - Olympische Winterspiele 2002 | - Weltmeisterschaft 2002 - Weltmeisterschaft 2003 - Weltmeisterschaft 2004 - Weltmeisterschaft 2005 - Olympische Winterspiele 2006 - Weltmeisterschaft 2006 - Weltmeisterschaft 2007 |

(Legende zur Spielerstatistik: Sp oder GP = absolvierte Spiele; T oder G = erzielte Tore; V oder A = erzielte Assists; Pkt oder Pts = erzielte Scorerpunkte; SM oder PIM = erhaltene Strafminuten; +/− = Plus/Minus-Bilanz; PP = erzielte Überzahltore; SH = erzielte Unterzahltore; GW = erzielte Siegtore; 1 Play-downs/Relegation; Kursiv: Statistik nicht vollständig)

## Familie
Leonīds Tambijevs trainierte in Riga, Karaganda und Sankt Petersburg jeweils auch seinen Sohn Kirils Tambijevs, der als Stürmer den jeweiligen Mannschaften angehörte.